# 原子林二郎
原子 林二郎（はらこ りんじろう、1912年3月10日 - 1980年6月25日）は、日本のジャーナリスト、ロシア語翻訳家、国際問題評論家。

## 経歴
戦前は同盟通信社の記者の傍らロシア文学を翻訳、戦後は時事通信社の記者として主としてロシア問題を論じていたが、1959年、社命によりボリス・パステルナークの『ドクトル・ジバゴ』を初めて日本語に翻訳した。

## 略歴
秋田県生まれ。1933年、青山学院文学部英語師範科卒業。
1939年、同盟通信社入社。1945年、時事通信社に入社し、外信部長、モスクワ特派員、時事研究所長などを歴任。
1971年退職。

## 著書
- 『東欧の十三年 社会主義過程の分析』（平凡社、へいぼんぶっくす） 1957
- 『共産党新綱領批判』（坂内富雄共著、時事通信社、時事新書） 1961

## 翻訳
- 『ピョートル大帝』（アレクセイ・トルストイ、鱒書房） 1940
- 『O・K』（ボリス・ピリニヤーク（英語版）、鱒書房） 1941
- 『カムチャツカの歴史』（オークニ、大阪屋号書店） 1943
- 『明け暮れに』（フョードル・クノーレほか、時事通信社） 1947
- 『マレンコフのソ連』（H・シャピーロ、時事通信社） 1954
- 『たそがれ』（イリヤ・エレンブルグ、20世紀社） 1955
- 『ソ連の六つの鍵』（バートラム・ウルフ（英語版）、時事通信社） 1956
- 『新しい階級 共産主義制度の分析』（ミロバン・ジラス、時事通信社） 1957
- 『スターリンの亡霊とフルシチョフ』（バートラム・ウルフ、時事通信社、時事新書） 1957
- 『ドクトル・ジバゴ』（ボリス・パステルナーク、時事通信社） 1959 - 初邦訳
- 『共産主義の見方』（H&B・オーバーストリート、時事通信社、時事通信社） 1959
- 『フルシチョフのソ連』（H・E・ソルスベリー、時事通信社、時事通信社） 1960
- 『フルシチョフの手法』（フランク・ギブニー、時事通信社、時事通信社） 1961
- 『新しいロシヤ?』（ハリソン・ソルスベリー、時事通信社、時事通信社） 1963
- 『社会主義リアリズム』（アブラム・テルツ（英語版）(本名：アンドレイ シニャフスキー) 、時事通信社、時事通信社） 1964
- 『北ベトナムの共産主義』（パトリック・J・ハネー、時事通信社、時事通信社） 1965
- 『ライフワールドライブラリー 東欧州』（ライフ編集部、時事通信社） 1966
- 『共産連立政権戦術』（ゲアハート・ニーマイヤー、時事通信社、時事通信社） 1968
- 『ソ連は1984年まで生きのびるか?』（アンドレイ・アマルリク（英語版）、時事通信社、時事通信社） 1970